# Căușeni, Neamț
Căușeni este un sat în comuna Boghicea din județul Neamț, Moldova, România.